# Tina Weirather
Christina „Tina” Weirather (ur. 24 maja 1989 w Vaduz) – liechtensteińska narciarka alpejska, brązowa medalistka olimpijska, wicemistrzyni świata, wielokrotna medalistka mistrzostw świata juniorów.

## Kariera
Córka pary utytułowanych narciarzy, Austriaka Hartiego Weirathera i reprezentującej Liechtenstein Hanni Wenzel. Tina reprezentuje kraj swojej matki.
Specjalizuje się w konkurencjach szybkościowych, lecz startuje także w konkurencjach technicznych. Po raz pierwszy na arenie międzynarodowej pojawiła się 26 listopada 2004 roku w Bjorli, gdzie w zawodach FIS Race zajęła 43. miejsce w slalomie. W 2005 roku wystartowała na mistrzostwach świata juniorów w Bardonecchii, gdzie jej najlepszym wynikiem było siedemnaste miejsce w gigancie. Pierwszy sukces osiągnęła na mistrzostwach świata juniorów w Québecu, zwyciężając w gigancie. Największe sukcesy w tej kategorii wiekowej osiągnęła podczas mistrzostw świata juniorów w Altenmarkt w 2007 roku, zwyciężając w zjeździe oraz zajmując drugie miejsce w gigancie i supergigancie. Zdobyła także srebrny medal w gigancie na mistrzostwach świata juniorów w Garmisch-Partenkirchen w 2009 roku, przegrywając tylko z reprezentantką gospodarzy, Viktorią Rebensburg.
W zawodach Pucharu Świata zadebiutowała 22 października 2005 roku w Sölden, gdzie nie zakwalifikowała się do pierwszego przejazdu giganta. Pierwsze pucharowe punkty wywalczyła nieco ponad rok później, 15 grudnia 2006 roku w Reiteralm, zajmując 22. miejsce w superkombinacji. Pierwsze podium w zawodach tego cyklu wywalczyła 2 grudnia 2011 roku w Lake Louise, gdzie była druga w zjeździe. Rozdzieliła tam na podium Lindsey Vonn z USA oraz Dominique Gisin ze Szwajcarii. Swoje pierwsze zwycięstwo w zawodach PŚ odniosła 1 marca 2013 roku w Garmisch-Partenkirchen, wygrywając supergiganta. Najlepsze wyniki osiągnęła w sezonie 2013/2014, kiedy zajęła piąte miejsce w klasyfikacji generalnej, w klasyfikacji supergiganta była trzecia, a w klasyfikacji zjazdu czwarta. Ponadto w sezonie 2011/2012 była druga w klasyfikacji zjazdu, ulegając tylko Vonn.
W 2005 roku wystartowała w supergigancie na mistrzostwach świata w Bormio, zajmując 31. miejsce. Podczas igrzysk olimpijskich w Turynie w 2006 roku w tej samej konkurencji zajęła 33. miejsce, a rywalizacji w zjeździe nie ukończyła. Niepowodzeniem zakończyła starty na mistrzostwach świata w Åre w 2007 roku, gdzie nie ukończyła giganta i supergiganta, a w superkombinacji nie wystartowała, chociaż została zgłoszona do zawodów. W 2009 roku nie pojawiła się w żadnych zawodach najwyższej rangi, w tym na mistrzostwach świata w Val d’Isère. Po upadku w trakcie zawodów PŚ w Cortina d’Ampezzo 23 stycznia 2010 roku doznała kontuzji kolana (zerwanie więzadła krzyżowego przedniego), która wykluczyła ją z udziału w igrzyskach olimpijskich w Vancouver oraz z całego sezonu 2010/2011, w tym mistrzostw świata w Garmisch-Partenkirchen.
W sezonie 2011/2012 wróciła do rywalizacji i w swoim trzecim występie po kontuzji, jadąc z odległym „40” numerem startowym, zajęła drugie miejsce podczas zjazdu w Lake Louise. Na mistrzostwach świata w Schladming w 2013 roku zajęła trzynaste miejsce w zjeździe i 27. miejsce w gigancie, a rywalizacji w supergigancie i superkombinacji nie ukończyła.
Podczas treningu przed pierwszą konkurencją na igrzyskach olimpijskich w Soczi w 2014 roku doznała kolejnej kontuzji. Tym razem doznała stłuczenia kości piszczelowej w prawej nodze i nie wystartowała w żadnej konkurencji. Zrezygnowała z dalszych startów w Pucharze Świata w sezonie 2013/2014.
Do rywalizacji powróciła sezonie 2014/2015, w którym czterokrotnie stawała na podium zawodów pucharowych, odnosząc przy tym jedno zwycięstwo: 7 marca 2015 roku w Garmisch-Partenkirchen była najlepsza w zjeździe. W klasyfikacji generalnej była ostatecznie dziesiąta, w klasyfikacji zjazdu siódma, a w supergigancie ósma. Startowała na mistrzostwach świata w Vail/Beaver Creek, gdzie była między innymi czwarta w gigancie, przegrywając walkę o podium z Jessicą Lindell-Vikarby ze Szwecji o 0,06 sekundy. Ponadto zajęła szóste miejsce w zjeździe, a supergiganta ukończyła an jedenastej pozycji. Kolejny sezon zakończyła na czwartej pozycji w klasyfikacji generalnej i drugiej w klasyfikacji supergiganta. Łącznie sześć razy stawała na podium, odnosząc dwa zwycięstwa w supergigancie: 21 lutego w La Thuile i 17 marca 2016 roku w Sankt Moritz.
Z mistrzostw świata w Sankt Moritz w 2017 roku wróciła ze srebrnym medalem wywalczonym w supergigancie. W zawodach tych rozdzieliła Austriaczkę Nicole Schmidhofer i Larę Gut ze Szwajcarii. Była tam też między innymi dziesiąta w zjeździe. W zawodach pucharowych w czołowej trójce znalazła się pięciokrotnie, w tym 16 marca 2017 roku w Aspen triumfowała w supergigancie. W klasyfikacji generalnej sezonu 2016/2017 była siódma, a w klasyfikacji supergiganta zdobyła Małą Kryształową Kulę. Podobnie zakończyła kolejny sezon, ponownie triumfując w klasyfikacji supergiganta. Ponadto w klasyfikacji generalnej była szósta, a w klasyfikacji zjazdu zajęła trzecie miejsce. Podczas igrzysk w Pjongczangu w lutym 2018 roku wywalczyła swój pierwszy medal olimpijski, kończąc supergiganta na trzecim miejscu. Wyprzedziły ją tylko Czeszka Ester Ledecká i Austriaczka Anna Veith. Była tam też między innymi czwarta w zjeździe, przegrywając walkę o podium z Lindsey Vonn o 0,16 sekundy.

## Osiągnięcia

### Igrzyska olimpijskie
| Miejsce | Dzień     | Rok  | Miejscowość     | Konkurencja | Czas biegu | Strata | Zwyciężczyni              |
| ------- | --------- | ---- | --------------- | ----------- | ---------- | ------ | ------------------------- |
| DNF1    | 15 lutego | 2006 | San Sicario     | Zjazd       | 1:56,49    | –      | Michaela Dorfmeister      |
| 33      | 20 lutego | 2006 | San Sicario     | Supergigant | 1:32,47    | +2,87  | Michaela Dorfmeister      |
| DNS     | 12 lutego | 2014 | Krasnaja Polana | Zjazd       | 1:41,57    | -      | Dominique Gisin Tina Maze |
| DNS     | 15 lutego | 2014 | Krasnaja Polana | Supergigant | 1:25,52    | -      | Anna Fenninger            |
| 22.     | 15 lutego | 2018 | Pjongczang      | Gigant      | 2:20,02    | +4,20  | Mikaela Shiffrin          |
| 3.      | 17 lutego | 2018 | Pjongczang      | Supergigant | 1:21,11    | +0,11  | Ester Ledecká             |
| 4.      | 21 lutego | 2018 | Pjongczang      | Zjazd       | 1:39,22    | +0,63  | Sofia Goggia              |

### Mistrzostwa świata
| Miejsce | Dzień     | Rok  | Miejscowość       | Konkurencja     | Czas biegu | Strata | Zwyciężczyni       |
| ------- | --------- | ---- | ----------------- | --------------- | ---------- | ------ | ------------------ |
| 31.     | 6 lutego  | 2005 | Santa Caterina    | Supergigant     | 1:17,64    | +4,44  | Anja Pärson        |
| DNF1    | 6 lutego  | 2007 | Åre               | Supergigant     | 1:18,85    | -      | Anja Pärson        |
| DNS     | 6 lutego  | 2007 | Åre               | Superkombinacja | 1:57,69    | -      | Anja Pärson        |
| DNF2    | 6 lutego  | 2007 | Åre               | Gigant          | 2:31,72    | -      | Nicole Hosp        |
| DNF1    | 5 lutego  | 2013 | Schladming        | Supergigant     | 1:35,39    | -      | Tina Maze          |
| DNS2    | 8 lutego  | 2013 | Schladming        | Superkombinacja | 2:39,92    | -      | Maria Höfl-Riesch  |
| 13.     | 10 lutego | 2013 | Schladming        | Zjazd           | 1:50,00    | +1,71  | Marion Rolland     |
| 27.     | 14 lutego | 2013 | Schladming        | Gigant          | 2:08,06    | +5,59  | Tessa Worley       |
| 6.      | 3 lutego  | 2015 | Vail/Beaver Creek | Supergigant     | 1:10,29    | +1,03  | Anna Fenninger     |
| 11.     | 6 lutego  | 2015 | Vail/Beaver Creek | Zjazd           | 1:45,89    | +1,38  | Tina Maze          |
| 4.      | 12 lutego | 2015 | Vail/Beaver Creek | Gigant          | 2:19,16    | +1,55  | Anna Fenninger     |
| 2.      | 7 lutego  | 2017 | Sankt Moritz      | Supergigant     | 1:32,34    | +0,33  | Nicole Schmidhofer |
| DNS1    | 10 lutego | 2017 | Sankt Moritz      | Superkombinacja | 1:58,88    | -      | Wendy Holdener     |
| 10.     | 12 lutego | 2017 | Sankt Moritz      | Zjazd           | 1:32,85    | +1,18  | Ilka Štuhec        |
| 19.     | 16 lutego | 2017 | Sankt Moritz      | Gigant          | 2:05,55    | +2,90  | Tessa Worley       |
| DNF     | 5 lutego  | 2019 | Åre               | Supergigant     | 1:04,89    | -      | Mikaela Shiffrin   |
| DNS2    | 8 lutego  | 2019 | Åre               | Superkombinacja | 2:02,13    | -      | Wendy Holdener     |
| 18.     | 10 lutego | 2019 | Åre               | Zjazd           | 1:01,74    | +1,26  | Ilka Štuhec        |

### Mistrzostwa świata juniorów
| Miejsce | Dzień     | Rok  | Miejscowość  | Konkurencja | Czas biegu | Strata | Zwyciężczyni          |
| ------- | --------- | ---- | ------------ | ----------- | ---------- | ------ | --------------------- |
| 29.     | 23 lutego | 2005 | Bardonecchia | Zjazd       | 1:28,84    | +3,08  | Nadia Fanchini        |
| 17.     | 24 lutego | 2005 | Bardonecchia | Supergigant | 1:26,81    | +2,55  | Andrea Fischbacher    |
| DNF2    | 25 lutego | 2005 | Bardonecchia | Slalom      | 1:23,97    | -      | Šárka Záhrobská       |
| 41.     | 26 lutego | 2005 | Bardonecchia | Gigant      | 2:21,34    | +6,37  | Nadia Fanchini        |
| 5.      | 3 marca   | 2006 | Québec       | Zjazd       | 1:13,51    | +1,05  | Marianne Abderhalden  |
| DNF1    | 4 marca   | 2006 | Québec       | Slalom      | 1:37,30    | -      | Maria Pietilä-Holmner |
| DNF1    | 5 marca   | 2006 | Québec       | Supergigant | 1:10,96    | -      | Anna Fenninger        |
| 1.      | 7 marca   | 2006 | Québec       | Gigant      | 2:22,43    | -      | -                     |
| 1.      | 7 marca   | 2007 | Altenmarkt   | Zjazd       | 1:39,69    | -      | -                     |
| 2.      | 8 marca   | 2007 | Altenmarkt   | Gigant      | 2:14,90    | +0,30  | Nicole Schmidhofer    |
| 2.      | 9 marca   | 2007 | Altenmarkt   | Supergigant | 1:19,34    | +0,11  | Nicole Schmidhofer    |
| DNF1    | 28 lutego | 2008 | Formigal     | Slalom      | 1:33,85    | -      | Bernadette Schild     |
| 7.      | 29 lutego | 2008 | Formigal     | Gigant      | 1:42,50    | +0,85  | Anna Fenninger        |
| DNF1    | 1 marca   | 2009 | Ga-Pa        | Slalom      | 1:42,07    | -      | Denise Feierabend     |
| 2.      | 2 marca   | 2009 | Ga-Pa        | Gigant      | 2:45,81    | +1,48  | Viktoria Rebensburg   |

### Puchar Świata

#### Miejsca w klasyfikacji generalnej
| Sezon     | Miejsce |
| --------- | ------- |
| 2006/2007 | 56.     |
| 2007/2008 | 109.    |
| 2009/2010 | 58.     |
| 2011/2012 | 9.      |
| 2012/2013 | 18.     |
| 2013/2014 | 5.      |
| 2014/2015 | 10.     |
| 2015/2016 | 4.      |
| 2016/2017 | 7.      |
| 2017/2018 | 6.      |
| 2018/2019 | 17.     |
| 2019/2020 | 34.     |

#### Zwycięstwa w zawodach
| Nr | Dzień      | Rok  | Miejscowość            | Konkurencja | Czas biegu |
| -- | ---------- | ---- | ---------------------- | ----------- | ---------- |
| 1. | 1 marca    | 2013 | Garmisch-Partenkirchen | Supergigant | 1:19,82    |
| 2. | 14 grudnia | 2013 | Sankt Moritz           | Supergigant | 1:17,38    |
| 3. | 22 grudnia | 2013 | Val d’Isère            | Gigant      | 2:24,10    |
| 4. | 7 marca    | 2015 | Garmisch-Partenkirchen | Zjazd       | 1:40,94    |
| 5. | 21 lutego  | 2016 | La Thuile              | Supergigant | 1:17,73    |
| 6. | 17 marca   | 2016 | Sankt Moritz           | Supergigant | 1:18,93    |
| 7. | 16 marca   | 2017 | Aspen                  | Supergigant | 1:11,66    |
| 8. | 3 grudnia  | 2017 | Lake Louise            | Supergigant | 1:18,52    |
| 9. | 3 marca    | 2018 | Crans-Montana          | Supergigant | 1:02,17    |

#### Pozostałe miejsca na podium w zawodach
| Nr  | Dzień           | Rok  | Miejscowość            | Konkurencja | Czas jazdy | Miejsce | Starta | Zwyciężczyni            |
| --- | --------------- | ---- | ---------------------- | ----------- | ---------- | ------- | ------ | ----------------------- |
| 1.  | 2 grudnia       | 2011 | Lake Louise            | Zjazd       | 1:53,19    | 2.      | +1,95  | Lindsey Vonn            |
| 2.  | 28 stycznia     | 2012 | Sankt Moritz           | Zjazd       | 1:43,65    | 3.      | +1,47  | Lindsey Vonn            |
| 3.  | 4 lutego        | 2012 | Garmisch-Partenkirchen | Zjazd       | 1:44,86    | 3.      | +0,79  | Lindsey Vonn            |
| 4.  | 5 lutego        | 2012 | Garmisch-Partenkirchen | Supergigant | 1:20,50    | 3.      | +0,45  | Julia Mancuso           |
| 5.  | 26 lutego       | 2012 | Bansko                 | Supergigant | 1:15,66    | 2.      | +0,05  | Lindsey Vonn            |
| 6.  | 30 listopada    | 2012 | Lake Louise            | Zjazd       | 1:52,61    | 3.      | +1,74  | Lindsey Vonn            |
| 7.  | 29 listopada    | 2013 | Beaver Creek           | Zjazd       | 1:41,26    | 2.      | +0,47  | Lara Gut                |
| 8.  | 1 grudnia       | 2013 | Beaver Creek           | Gigant      | 2:17,92    | 3.      | +0,56  | Jessica Lindell-Vikarby |
| 9.  | 7 grudnia       | 2013 | Lake Louise            | Zjazd       | 1:55,09    | 2.      | +0,34  | Maria Höfl-Riesch       |
| 10. | 8 grudnia       | 2013 | Lake Louise            | Supergigant | 1:22,86    | 2.      | +0,03  | Lara Gut                |
| 11. | 24 stycznia     | 2014 | Cortina d’Ampezzo      | Zjazd       | 1:17,84    | 2.      | +0,31  | Maria Höfl-Riesch       |
| 12. | 25 stycznia     | 2014 | Cortina d’Ampezzo      | Zjazd       | 1:37,79    | 3.      | +0,38  | Tina Maze               |
| 13. | 26 stycznia     | 2014 | Cortina d’Ampezzo      | Supergigant | 1:27,81    | 2.      | +0,12  | Lara Gut                |
| 14. | 5 grudnia       | 2014 | Lake Louise            | Zjazd       | 1:51,49    | 3.      | +0,51  | Tina Maze               |
| 15. | 19 stycznia     | 2015 | Cortina d’Ampezzo      | Supergigant | 1:27,03    | 3.      | +0,92  | Lindsey Vonn            |
| 16. | 21 lutego       | 2015 | Maribor                | Gigant      | 2:24,80    | 3.      | +0,30  | Anna Fenninger          |
| 17. | 24 października | 2015 | Sölden                 | Gigant      | 2:25,52    | 3.      | +1,25  | Federica Brignone       |
| 18. | 28 grudnia      | 2015 | Lienz                  | Gigant      | 2:06,12    | 2.      | +0,12  | Lara Gut                |
| 19. | 24 stycznia     | 2016 | Cortina d’Ampezzo      | Supergigant | 1:26,55    | 2.      | +0,69  | Lindsey Vonn            |
| 20. | 30 stycznia     | 2016 | Maribor                | Gigant      | 2:30,16    | 3.      | +0,34  | Viktoria Rebensburg     |
| 21. | 4 grudnia       | 2016 | Lake Louise            | Supergigant | 1:02,68    | 2.      | +0,10  | Lara Gut                |
| 22. | 18 grudnia      | 2016 | Val d’Isère            | Supergigant | 1:23,24    | 2.      | +0,13  | Lara Gut                |
| 23. | 15 stycznia     | 2017 | Altenmarkt             | Zjazd       | 1:21,15    | 2.      | +1,25  | Christine Scheyer       |
| 24. | 22 stycznia     | 2017 | Garmisch-Partenkirchen | Supergigant | 1:17,92    | 3.      | +0,86  | Lara Gut                |
| 25. | 1 grudnia       | 2017 | Lake Louise            | Supergigant | 1:48,53    | 2.      | +0,09  | Cornelia Hütter         |
| 26. | 9 grudnia       | 2017 | Sankt Moritz           | Supergigant | 1:02,59    | 3.      | +0,16  | Jasmine Flury           |
| 27. | 17 grudnia      | 2017 | Val d’Isère            | Supergigant | 1:05,77    | 2.      | +0,48  | Anna Veith              |
| 28. | 20 stycznia     | 2018 | Cortina d’Ampezzo      | Zjazd       | 1:36,48    | 2.      | +0,92  | Lindsey Vonn            |
| 29. | 8 grudnia       | 2018 | Sankt Moritz           | Supergigant | 1:11,30    | 3.      | +0,42  | Mikaela Shiffrin        |
| 30. | 19 grudnia      | 2018 | Val Gardena            | Supergigant | 1:31,87    | 2.      | +0,05  | Ilka Štuhec             |
| 31. | 20 stycznia     | 2019 | Cortina d’Ampezzo      | Supergigant | 1:22,48    | 2.      | +0,16  | Mikaela Shiffrin        |

- W sumie 39 miejsc na podium (13 w zjeździe, 22 w supergigancie i 6 w gigancie).